# András Lóránt Társulat

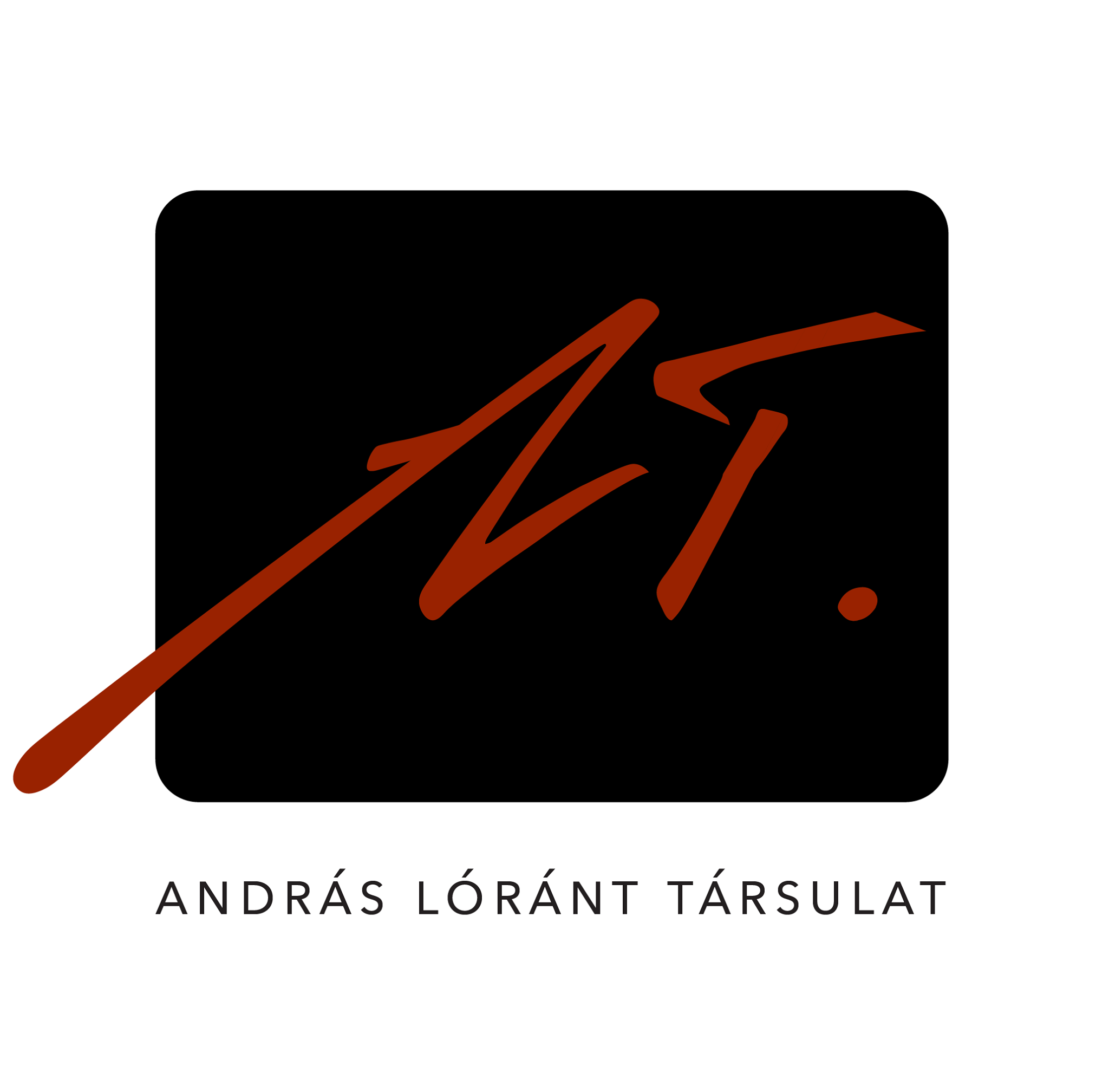
Az András Lóránt Társulat logója

Az András Lóránt Társulat egy 2014-ben létrejött független táncszínházi kezdeményezés Marosvásárhelyen, Romániában.  

## A társulat létrejötte
Az András Lóránt Társulat önálló vállalkozás, létrehozásában a társulatvezető és néhány táncos szakmai ambícióján túl a szükség és a kötelesség játszott főszerepet. A társulat születésének kiváltó oka körülbelül 2010 őszére tehető, miután 2009-ben a Marosvásárhelyi Művészeti Egyetem létrehozta az évtizedeken át hiányzó felsőfokú koreográfiai oktatást. Ekkor indult el a ma társulati tagoknak és bedolgozóknak számító emberanyag kiválasztása és képzése, a későbbi társulatvezető, András Lóránt sajátos szakmai arcéle és koreográfiai módszertana szerint.   

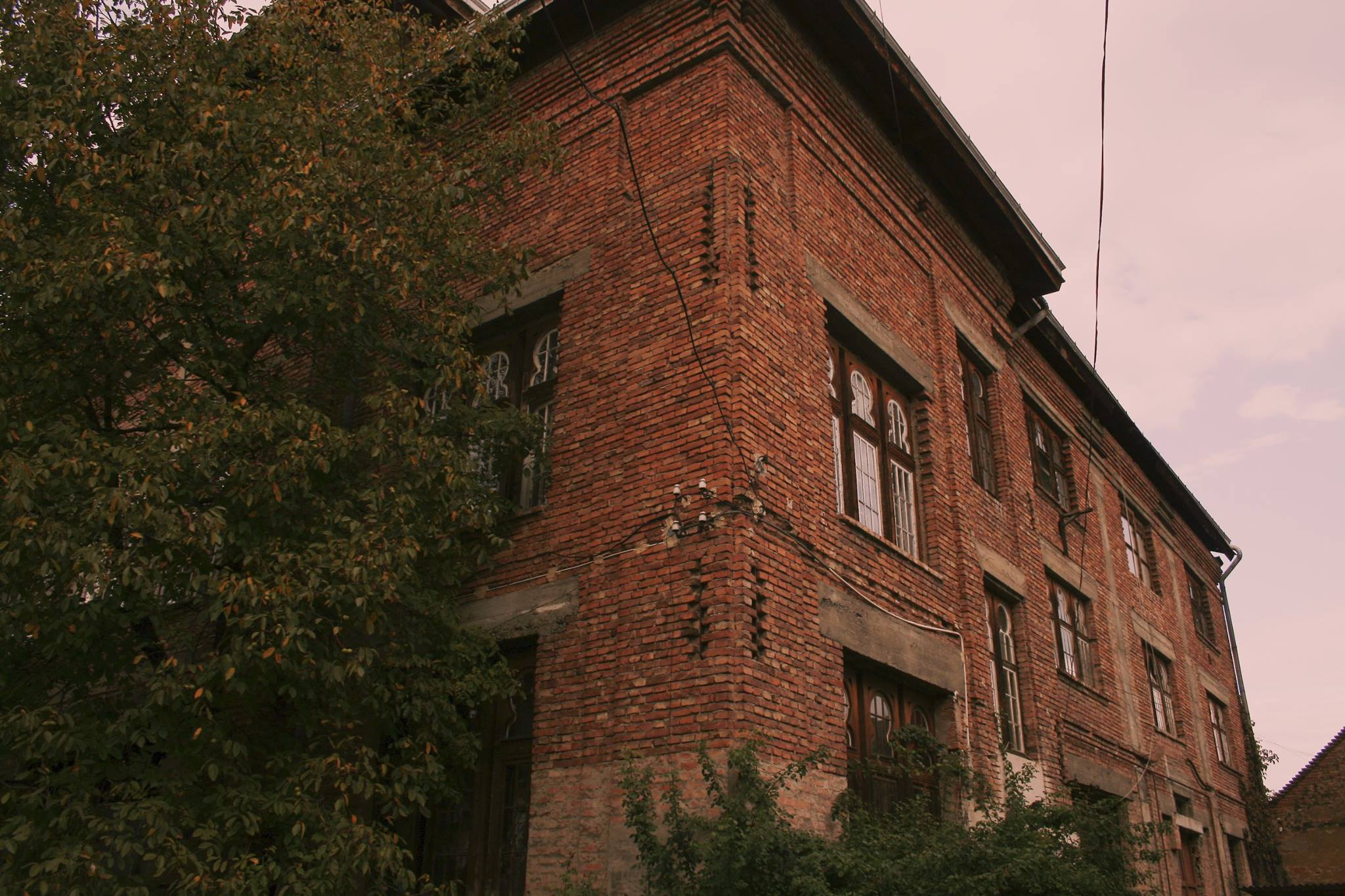
A társulat székhelye

2014-ben néhány frissen végzett koreográfus úgy döntött, hogy munkahelyet, egzisztenciát és jövőt teremt magának –  létrehoz egy intézményt, melyben alkotni, tovább tanulni és tanítani lehet.  
A társulat azóta mint független, önfenntartó táncszínház vált ismertté és elismertté. Székhelye Marosvásárhely régi ortodox zsinagógája, mely a Tánc és Kortárs Művészetek Házának ad otthont. 

## Jelenlegi és volt társulati tagok

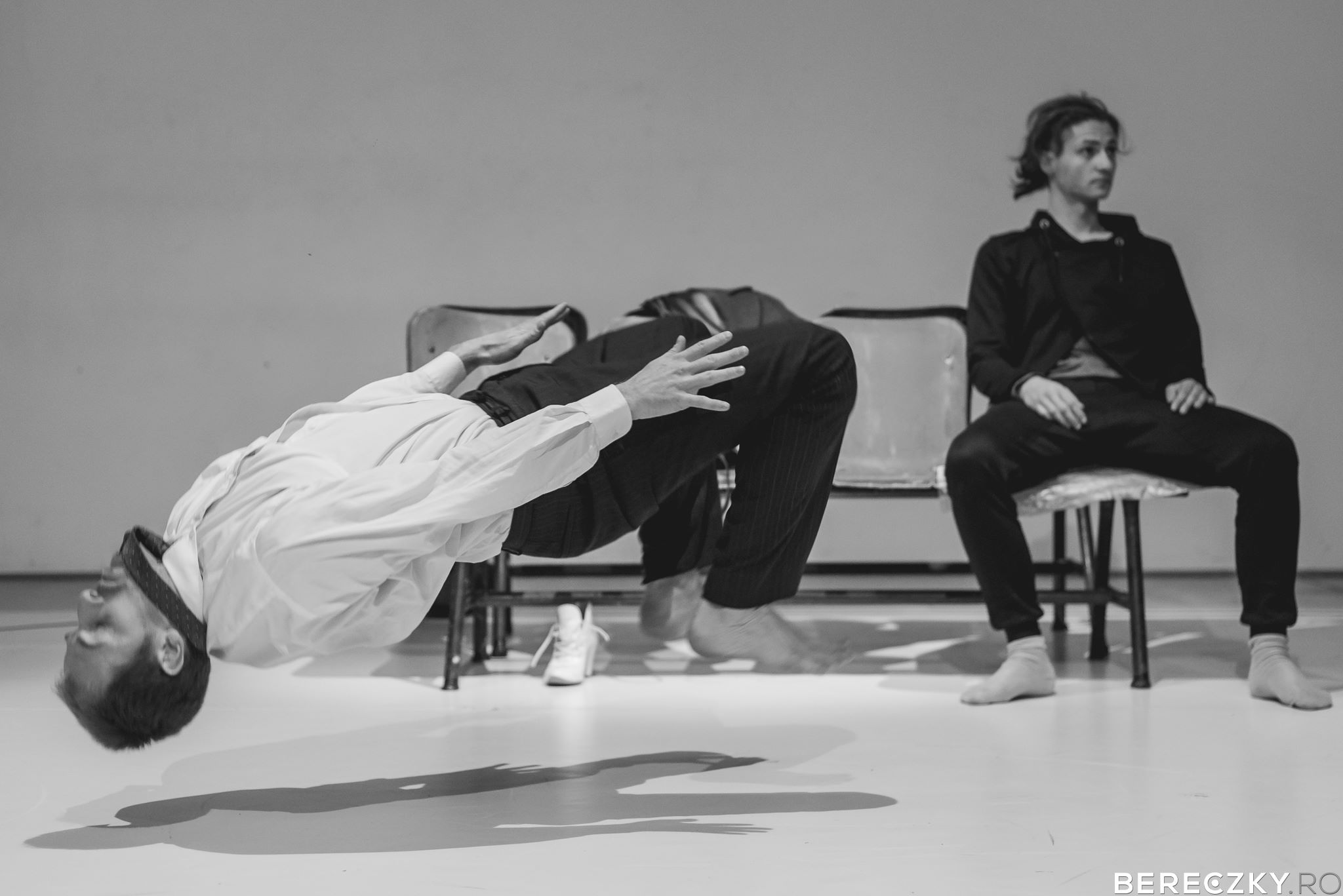
FADE OUT

- András Lóránt
- Bezsán Noémi
- Dabóczi Dávid
- Deák Orsolya
- Joó Renáta
- (Pál Alíz)
- (Györfi Csaba)
- Kányádi György
- Szabó Franciska

## Előadások
A székek (rendező-koreográfus: Pál Alíz)
A lecke (rendező-koreográfus: Györfi Csaba)
Dirty dancing (koreográfus: Nagy Orsolya)

FEMME (rendező-koreográfus: Bezsán Noémi)

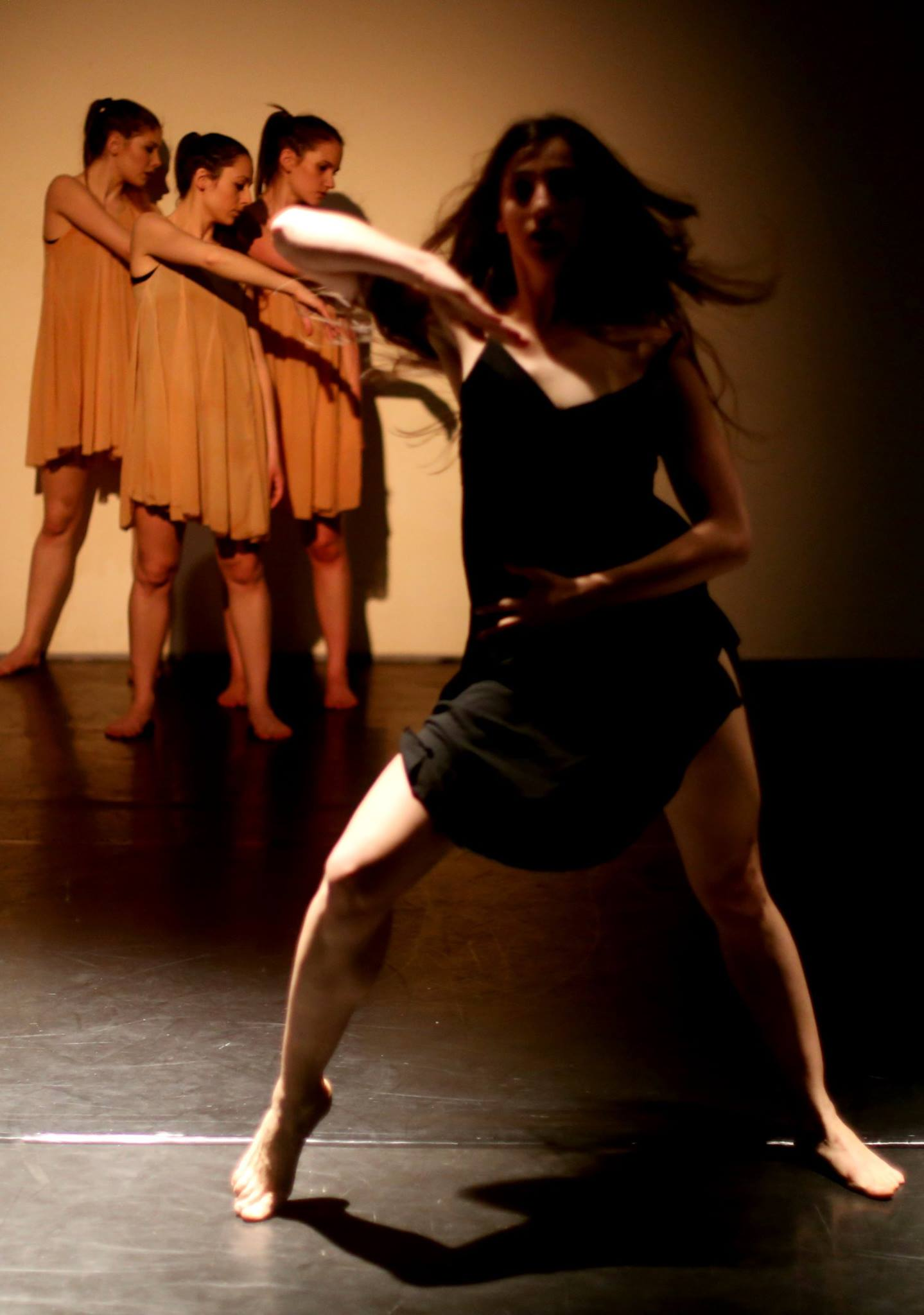
FEMME

EGO (rendező-koreográfus: Dabóczi Dávid)
FADE OUT (rendező-koreográfus: Györfi Csaba)
A patkány esküvője (koreográfusok: Joó Renáta, Kányádi György, Szabó Franciska)
TANGO NOCHE
NEXT (rendező-koreográfus: Dabóczi Dávid)
FLOW (rendező-koreográfus: Bezsán Noémi)

## Elérhetőség
Cím: Marosvásárhely, Brăila utca 10.
E-mail: andraslorantcompany@gmail.com

## Külső hivatkozások
- Az András Lóránt Társulat Facebook-oldala
- „Arra nincs publikum, ami átverés” - interjú András Lóránttal Archiválva 2017. december 1-i dátummal a Wayback Machine-ben
- Testtel festeni, tánccal hegedülni - interjú András Lóránttal